# Ferreruela
Ferreruela is een gemeente in de Spaanse provincie Zamora in de regio Castilië en León met een oppervlakte van 94,27 km². Ferreruela telt 504 inwoners (1 januari 2016).

## Demografische ontwikkeling
Bron: INE, 1857-2011: volkstellingen
Opm.: In 1857 werden de gemeenten Escober en Sesnández aangehecht